# تپه گچ کن و کوره‌ها
تپه گچ کن و کوره‌ها در شهرستان چرداول، بخش مرکزی، روستای زنجیره علیا واقع شده و این اثر در تاریخ ۱۴ مرداد ۱۳۸۲ با شمارهٔ ثبت ۹۵۰۶ به‌عنوان یکی از آثار ملی ایران به ثبت رسیده است.